# دون ديكسون (لاعب كرة قدم أسترالية)
دون ديكسون (بالإنجليزية: Don Dixon)‏ هو لاعب كرة قدم أسترالية أسترالي، ولد في 18 نوفمبر 1937.

## وصلات خارجية
- دون ديكسون على موقع AustralianFootball.com (الإنجليزية)
- دون ديكسون على موقع AFLtables.com (الإنجليزية)